# Montepuez (Fluss)
Der Montepuez ist ein Fluss in Mosambik.

## Verlauf
Der Fluss entspringt im Westen der Provinz Cabo Delgado, nahe der Grenze zu der Provinz Niassa. Er fließt in Richtung Nordost-Ost. Der Montepuez mündet bei Mahate in die Straße von Mosambik.

## Einzugsgebiet
Das Montepuez-Einzugsgebiet umfasst eine Fläche von 9996 km², das im Norden durch das des Messalo und im Süden durch das des Lúrio und das des Megaruma begrenzt wird.